# Sympherobius pictus
Sympherobius pictus är en insektsart som först beskrevs av Banks 1904.  Sympherobius pictus ingår i släktet Sympherobius och familjen florsländor. Inga underarter finns listade i Catalogue of Life.